# Asturowie

Plemiona zamieszkujące Półwysep Iberyjski w III w. p.n.e.

Asturowie – indoeuropejski lud celtycki, zamieszkujący w czasach starożytnych północno-zachodnie tereny Półwyspu Iberyjskiego – dzisiejszą Asturię, prowincję León, zachodnią część prowincji Lugo, i północną prowincji Zamora w Hiszpanii oraz region Trás-os-Montes w północno-wschodniej Portugalii.
Pierwsze wiadomości o Asturach przekazał Posejdonios w II wieku p.n.e. Asturowie przez długi czas skutecznie opierali się podbojom rzymskim, zostali pokonani dopiero w 19 p.n.e. przez wojska Marka Agrypy po klęsce w wojnie kantabryjskiej. Ziemie Asturów weszły wówczas w skład rzymskiej prowincji Hispania Tarraconensis, lecz do końca istnienia Imperium rzymskiego stopień ich romanizacji pozostał niewielki.

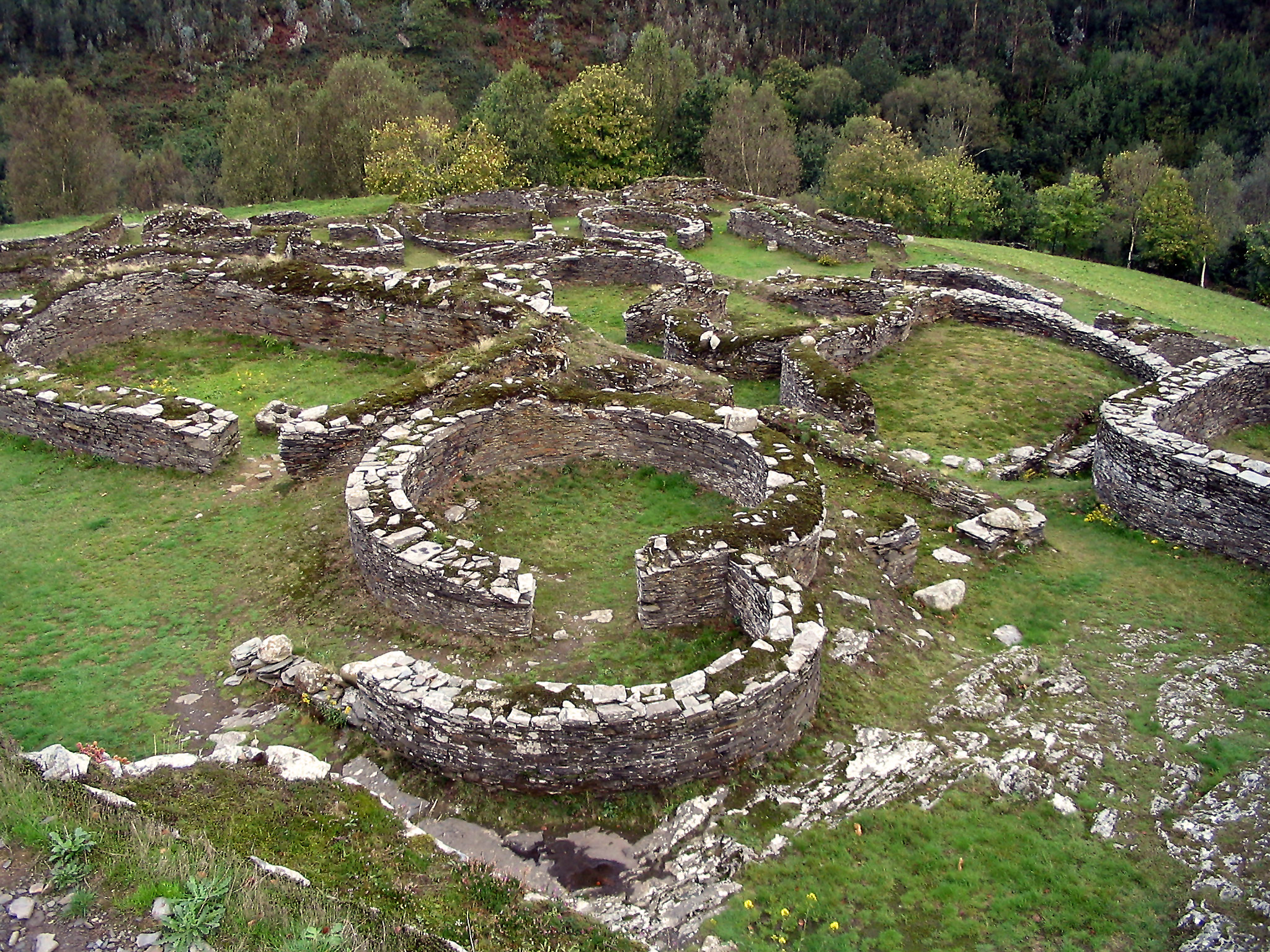
Fort na wzgórzu typu asturyjskiego w Coaña, w Asturii

Asturowie byli społeczeństwem typu zbieracko-myśliwskiego, parający się rolnictwem tylko sporadycznie w ramach uzupełnienia diety. Przez dużą część roku używali żołędzi jako podstawowego produktu spożywczego, susząc je i ścierając na mąkę, uzyskiwali z niej, długo zachowujący świeżość, chleb. W czasach rzymskich pola uprawne nie były już tak rzadko spotykane. Uprawiano jęczmień, z którego produkowano piwo, oraz inne zboża, takie jak pszenica i len.
Zgodnie ze starożytnymi źródłami, struktura ich rodzin miała charakter matrylinearny. Kastę wojowników tworzyli mężczyźni i kobiety, przedstawiciele obu płci walczyli w polu.
Asturowie żyli w fortach na wzgórzach, zakładanych na strategicznych obszarach. Na terenach dzisiejszej Asturii oraz na górzystych terenach Leónu mury miały kształt okrągły, natomiast na terenach płaskich, podobnie jak u Galisyjczyków i innych sąsiednich ludów, kwadratowy.